# Fakultet građevinarstva, arhitekture i geodezije u Mostaru
Fakultet građevinarstva, arhitekture i geodezije Sveučilišta u Mostaru visokoškolska je ustanova u području građevinarstva, arhitekture i geodezije. Do 8. prosinca 2021. godine postojao je kao Građevinski fakultet, a počeo je s radom 1. rujna 1978., uz službenu registraciju 11. svibnja 1979. godine Rješenjem Privrednog suda u Mostaru broj U-1248/79. Prva je sjednica Fakultetskoga vijeća održana 27. travnja 1979. godine na kojoj je za prvoga dekana imenovan Hrvoje Soče. Na 204. sjednici Znanstveno-nastavnog vijeća održanoj 22. rujna 2021. godine, slijedom uvođenja novih studija, mijenja se naziv fakultetu u Fakultet građevinarstva, arhitekture i geodezije Sveučilište u Mostaru (FGAG SUM).

## Povijest
Otvaranje Građevinskog fakulteta u Mostaru proisteklo je iz naraslih potreba za obrazovanjem visokoškolskih kadrova građevinske struke i razvijanja znanstvenoistraživačkog i stručnog rada iz područja građevinarstva, kao temeljnih pretpostavki i nositelja daljnjeg gospodarstvenog i društvenog razvitka Hercegovine.
Fakultet je sve do 2008. djelovao u zakupljenom prostoru općinske zgrade (bivši Đački dom) u ulici Kralja Zvonimira 14 (bivša ulica Ante Zuanića). Pri osnutku Fakulteta planirana je i izgradnja zgrade Fakulteta u sklopu sveučilišnoga kampusa, zbog nedostatka financijskih sredstava na to se čekalo sve do 2008. Na dan 2. veljače 2007. započeta je izgradnja nove zgrade Građevinskog fakulteta Sveučilišta u Mostaru, za koju je sredstva osigurala Vlada Republike Hrvatske u sklopu I. faze investiranja u objekte kampusa Sveučilišta u Mostaru. Svečano otvaranje nove zgrade održano je 13. studenoga 2008. Isti dan je otvoren i Međunarodni znanstveni simpozij Modeliranje konstrukcija, koji je bio jedna od manifestacija kojom je Fakultet obilježio 30. obljetnicu postojanja. Povodom 30. obljetnice postojanja izdana je i monografija.

Tijekom 2018. godine Fakultet je obilježio 40. obljetnicu postojanja održavanjem nekoliko značajnih simpozija, u lipnju 3. po redu Simpozij o kršu i kamenu „Hercegovina - zemlja kamena“, u listopadu znanstveno-stručni skup „Geo-expo“ 2018 gdje je Fakultet bio suorganizator skupa i u studenom Znanstveno stručni skup „40 za budućnost“. Povodom ovoga jubileja  izdana je i monografija 40 godina Građevinskog fakulteta Sveučilišta u Mostaru. Iste godine u rujnu obilježena je i 10. obljetnica Udruge hrvatskih građevinskih fakulteta (GF Zagreb, GF Rijeka, GRiAF Osijek i FGAG Split) kada je Fakultet bio u ulozi predsjedavajuće članice Udruge u razdoblju od veljače 2017. do veljače 2019. godine.
Fakultet je u 2012. godini prošao akreditaciju studijskog programa građevinarstva koju je obavio međunarodni ekspertni tim u okviru projekta ESABIH (European Union Standards for accreditation of study programmes on BiH universities). Agencija za znanost i visoko obrazovanje (AZVO) Republike Hrvatske provela je u svibnju 2017. godine postupak reakreditacije Sveučilišta u Mostaru te svih sastavnica Sveučilišta u Mostaru: Filozofskog fakulteta, Fakulteta prirodoslovno-matematičkih i odgojnih znanosti, Ekonomskog fakulteta, Pravnog fakulteta, Fakulteta strojarstva i računarstva, Građevinskog fakulteta, Medicinskog fakulteta, Farmaceutskog fakulteta, Fakulteta zdravstvenih studija, Agronomskog i prehrambeno-tehnološkog fakulteta i Akademije likovnih umjetnosti. To je prvi postupak vanjskog vrednovanja koji je AZVO proveo u Bosni i Hercegovini, te koji je pridonio jačanju uloge ove Agencije.

## Studiji
Od početka djelovanja Fakultet nastoji u svakom pogledu postati dio jedinstvenog europskog visokoobrazovnog sustava i prostora. Fakultet je sazreo i u potpunosti uskladio svoj nastavni plan i program s načelima Bolonjske deklaracije. Temeljem toga od akademske 2005./2006. godine Sveučilišni studij građevinarstva ustrojen je u dvije razine: preddiplomski studij u trajanju od tri godine (180 ECTS bodova) i diplomski studij u trajanju od dvije godine (120 ECTS bodova), a od akademske 2018./2019. godine izvodi se i poslijediplomski studij u trajanju od tri godine (180 ECTS bodova). Sveučilišni diplomski studij građevinarstva, od akademske 2018./2019. godine, ima tri smjera: Opći, Konstrukcije i Hidrotehniku i okolišno inženjerstvo. Od akademske 2017./2018. godine izvodi se sveučilišni preddiplomski studij arhitekture i urbanizma u trajanju od tri godine (180 ECTS bodova), a od akademske 2019./2020. godine izvodi se sveučilišni preddiplomski studij geodezije i geoinformatike, također u trajanju od tri godine (180 ECTS bodova).

## Izdavačka djelatnost
e-Zbornik (ISSN 2232-9080, DOI: 10.47960/2232-9080) elektronički je časopis Građevinskog fakulteta Sveučilišta u Mostaru koji djeluje od lipnja 2001. godine. Objavljuje znanstvene i stručne radova iz područja građevinarstva, arhitekture i urbanizma, geodezije, zaštite okoliša te s njima povezanih područja. Časopisu se ne plaća bilo kakva naknada. e-Zbornik je otvorenoga pristupa te je sadržaj u cijelosti besplatno dostupan. Korisnicima je dopušteno čitati, spremati, kopirati, distribuirati, ispisati, pretraživati ili stavljati poveznice na puni tekst članaka u ovom časopisu bez traženja dozvole izdavača ili autora, ali uz navođenje izvora. Časopis je indeksiran u bazi EBSCO i od 2017. godine dostupan je pri Hrčku - središnjem portalu koji na jednom mjestu okuplja hrvatske znanstvene i stručne časopise koji nude otvoreni pristup svojim radovima. Nadalje, e-Zbornik možete pronaći u bazama časopisa DOI (CrossRef) i DOAJ.
"Nestabilnost" je časopis studenata Građevinskog fakulteta Sveučilišta u Mostaru koji djeluje od 2003. godine. U prvi plan časopis stavlja edukaciju mladih ljudi o novostima iz svijeta graditeljstva i promjenama koje se uvode u gradnji i kvaliteti urbanizacije. Svake godine "Nestabilnost" svojim člancima obuhvaća velik broj projekata koji su bitni za sredinu i mnoge stručnjake iz područja graditeljstva. Ukupno je do sada objavljeno devetnaest brojeva časopisa, i dostupni su pri mrežnoj stranici Fakulteta građevinarstva, arhitekture i geodezije Sveučilišta u Mostaru.

## Vanjske poveznice
- Službene stranice
- e-Zbornik
- Mostarski fakultet građevinarstva, arhitekture i geodezije na Facebooku
- Mostarski fakultet građevinarstva, arhitekture i geodezije na Instagramu
- Mostarski fakultet građevinarstva, arhitekture i geodezije na YouTubeu